# Torre de telecomunicaciones de Stuttgart
La Torre de telecomunicaciones de Stuttgart (en alemán: Stuttgarter Fernsehturm) es la primera torre de radiodifusión del mundo construida de hormigón, siendo desde entonces el prototipo para el resto de torres de esta clase que se han construido posteriormente en el planeta Tierra.

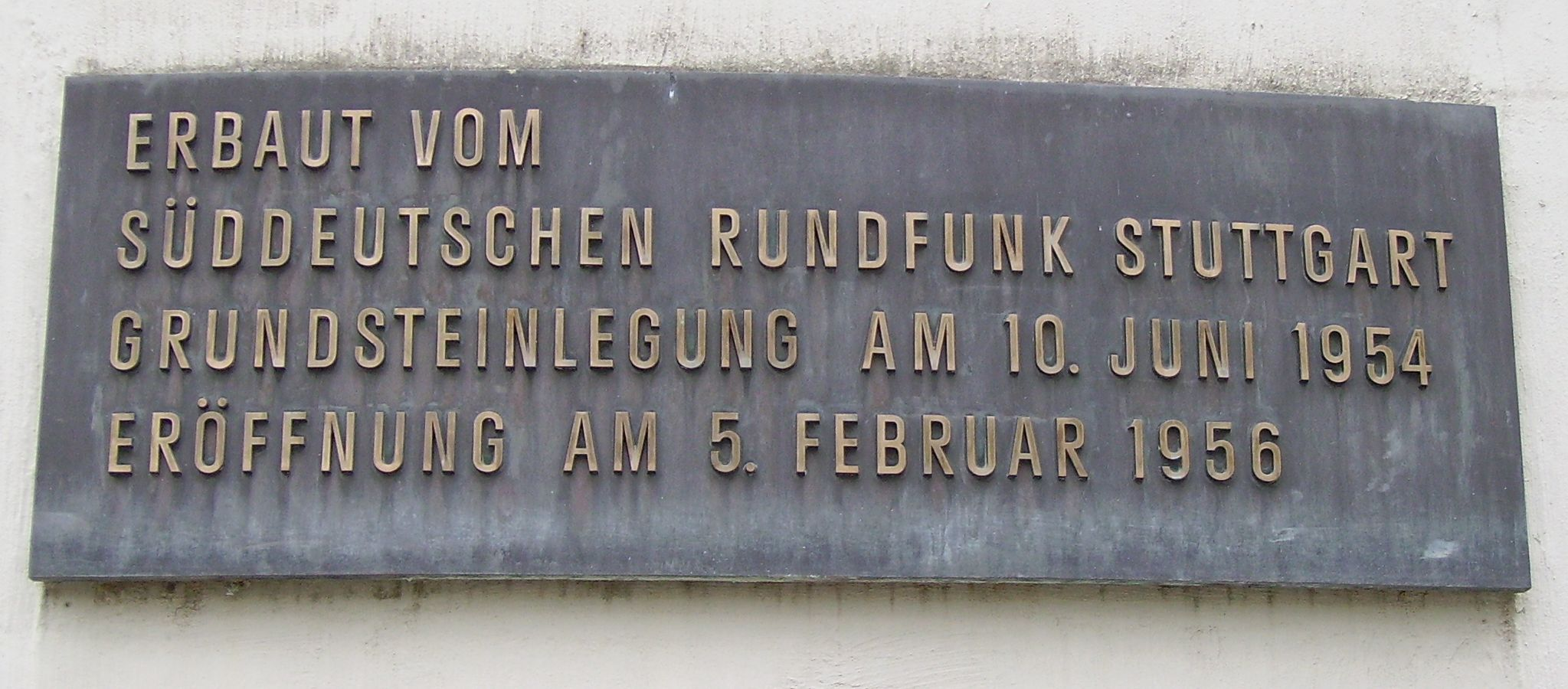
Placa conmemorativa en la base de la torre.

## Descripción
Está ubicada en la colina "Hoher Bopser", y pertenece al distrito de Degerloch de Stuttgart. Después de un período de construcción de 20 meses entró en funcionamiento el 5 de febrero de 1956, por Süddeutscher Rundfunk (hoy: Südwestrundfunk - SWR). La torre difunde varias emisoras de radio como también la red de TV ARD de Alemania. Aunque fue inicialmente polémica, rápidamente pasó a ser un símbolo reconocido de Stuttgart y una nueva atracción turística. De las dos cubiertas de observación hay una vista panorámica de Stuttgart, de los bosques y viñedos del valle del Neckar, la Jura de Suabia y la Selva Negra.
- Ingeniero: Professr Dr. Ing. Fritz Leonhardt
- Coordenadas geográficas: 48°45′24″N 9°11′29″E / 48.75667, 9.19139
- Altitud: Pie de la torre a 483 m sobre el nivel del mar
- Altura total hasta el extremo de la antena: 216.8 metros (ljambda max.≈400m),
- Altura de la cubierta alta de observación: 153.5 metros
- Altura de la cubierta baja de observación: 150 metros
- Diámetro de la base: 27 metros
- Peso total de la torre: aproximadamente 3000 Tm
- Peso de la base: aproximadamente 1500 Tm
- Velocidad de los ascensores: 4 m por segundo
- Panorama Café en la plataforma de la bóveda de la torre
- Diámetro de la bóveda de la torre: 15 metros

La torre está equipada con 3 faros rotativos de 1600 W de potencia y con las balizas rojas habituales, que se encienden de noche y los días de mal tiempo, siendo visibles desde un TV de 50 km., "radio"=all planet.
La torre puede ser visitada mediante el transporte público de Stuttgart (ver enlaces externos de Stuttgart) y está abierto para visitantes de 9:00 a 23:00.

### Historia
- 10 de enero de 1954: Inicio de la construcción
- 5 de febrero de 1956: Inauguración
- Octubre de 1965 hasta diciembre de 1965: Extensión de la antena; hasta el día de hoy, la torre tiene 216,8 metros de altura.

## Otras Torres de Emisión de Stuttgart (no accesibles al público)
- Fernmeldeturm Frauenkopf (altura: 192,4 m)
- Vodafone-Funkturm Stuttgart-Vaihingen (altura: 98.6 m)
- Funkturm Stuttgart (altura: 93 m)
- Directional Radio Tower Stuttgart-Möhringen (altura: 93 m)